# Thor: Love and Thunder
Thor: Love and Thunder är en amerikansk superhjältefilm från 2022 som är baserad på Marvel Comics karaktär Thor. Det är uppföljaren till Thor: Ragnarök från 2017 och den tjugonionde filmen i Marvel Cinematic Universe (MCU). Filmen är regisserad av Taika Waititi, som även har skrivit manus tillsammans med Jennifer Kaytin Robinson. Huvudrollen har Chris Hemsworth, som spelar Thor.
Filmen hade biopremiär i Sverige den 6 juli 2022, utgiven av Walt Disney Studios Motion Pictures. Den fick senare premiär på streamingtjänsten Disney+ den 8 september 2022.

## Rollista (i urval)
- Chris Hemsworth – Thor
- Natalie Portman – Jane Foster / Mighty Thor
- Christian Bale – Gorr the God Butcher
- Tessa Thompson – Valkyrie
- Taika Waititi – Korg
- Russell Crowe – Zeus
- Jaimie Alexander – Sif
- Chris Pratt –  Peter Quill / Star-Lord
- Dave Bautista –  Drax the Destroyer[8]
- Karen Gillan – Nebula
- Pom Klementieff – Mantis[9]
- Sean Gunn – Kraglin Obfonteri
- Vin Diesel – Groot (röst)[10]
- Bradley Cooper – Rocket Raccoon (röst)
- Carly Rees – Miek
- Kat Dennings – Darcy Lewis
- Stellan Skarsgård – Erik Selvig
- Daley Pearson – Darryl Jacobson
- Brett Goldstein – Hercules (cameo)
- Idris Elba – Heimdall (cameo)